# Noon Wine (1966)
Noon Wine ist ein US-amerikanischer Fernsehfilm von Sam Peckinpah aus dem Jahr 1966 mit Jason Robards in der Hauptrolle. Für die Adaption von Katherine Anne Porters gleichnamiger Novelle schrieb Peckinpah auch das Drehbuch. Das Filmdrama wurde durch den Sender ABC im Rahmen der Reihe Stage 67 am 23. November 1966 zum ersten Mal ausgestrahlt. 

## Handlung
Der Farmer Thompson lebt mit seiner Familie ein tristes Leben auf einer Milchfarm im südlichen Texas. Die Beziehung zu seiner Frau ist lieblos. Als mit Olaf Helton ein Fremder erscheint, bietet ihm Thompson Arbeit und Unterkunft. Helton erweist sich als Glücksgriff und bringt den abgewirtschafteten Hof auf Vordermann. Drei Jahre später erscheint ein Kopfgeldjäger auf der Suche nach Helton. Es entwickeln sich dramatische Ereignisse, die schließlich mit dem Selbstmord Thompsons enden.

## Auszeichnungen
Sam Peckinpah wurde von der Directors Guild of America für die beste Regie und von der Writers Guild of America für das beste Drehbuch nominiert, gewann aber beide Preise nicht.